# Tosanoides
Tosanoides is een geslacht van straalvinnige vissen uit de familie van zaag- of zeebaarzen (Serranidae).

## Soorten
- Tosanoides filamentosus Kamohara, 1953
- Tosanoides flavofasciatus Katayama & Masuda, 1980